# The Dope Show
The Dope Show – pierwszy singel Marilyn Manson z albumu Mechanical Animals. Wydany w 1998 roku. Początek piosenki jest taki sam, jak w utworze Depeche Mode – "I Feel You" (1993).

## Zawartość singla
1. The Dope Show
2. Sweet Dreams (Are Made Of This) (live)
3. Apple Of Sodom (live)